# Guatteria atabapensis
Guatteria atabapensis Aristeg. ex D.M.Johnson & N.A.Murray – gatunek rośliny z rodziny flaszowcowatych (Annonaceae Juss.). Występuje naturalnie w Kolumbii oraz Wenezueli. 

## Morfologia
PokrójZimozielone drzewo dorastające do 19–28 m wysokości.
LiścieMają eliptyczny kształt. Mierzą 12–16 cm długości oraz 4–6 cm szerokości. Są prawie skórzaste. Nasada liścia jest rozwarta lub ostrokątna. Wierzchołek jest spiczasty. Ogonek liściowy jest nagi i dorasta do 5–10 mm długości.

## Biologia i ekologia
Rośnie na sawannach, w zaroślach oraz na piaszczystych plażach. Występuje na terenach nizinnych.